# F.P.1 antwortet nicht
Pour plus de détails, voir Fiche technique et Distribution.
F.P.1 antwortet nicht (titre de la version française : IF 1 ne répond plus) est un film allemand réalisé par Karl Hartl, sorti en 1932.
Il existe trois versions en trois langues : allemand, anglais (Floating Platform 1 Does Not Answer) et français.

## Synopsis
Le capitaine-lieutenant Droste veut bâtir une plate-forme pour servir d'aéroport en plein milieu de l'océan pour que les pilotes des voyages intercontinentaux puissent ravitailler et réparer leurs avions. Avec l'aide du pilote Ellissen, il convainc le chantier Lennartz de réaliser son projet. Ellissen, qui a une histoire avec Claire Lennartz, une sœur du propriétaire, répugne à un mariage et préfère l'aventure. Pendant ce temps, la plate-forme est construite sous la supervision de Droste.
Au bout de deux ans, une ville se dresse au-dessus de l'océan avec une piste d'atterrissage, des hangars, des hôtels et des centres commerciaux. Lors d'une tempête, les amarres cassent. La dernière chose qu'on entend au téléphone sont des coups de feu et des cris. La tempête ne se calme pas, seul le meilleur pilote pourrait l'atteindre. Ellissen, qui est maintenant déprimé par un chagrin d'amour, se laisse convaincre par Claire de voler avec elle en direction de la plate-forme. Ils y arrivent et survivent à un atterrissage manqué.
L'équipage du F.P.1 a été victime d'un saboteur qui les a gazés. Avant que l'ingénieur en chef Damsky fuie par bateau, il a ouvert les vannes, de sorte que la plate-forme puisse tomber. Claire trouve Droste grièvement blessé et prend soin de lui. Ellissen doit réaliser qu'il a finalement perdu Claire. Il se ressaisit et démarre un avion pour aller chercher de l'aide. Lorsqu'il voit un navire, il saute de son avion, est récupéré par l'équipage et passe le message à sa radio. Une flotte de bateaux et d'avions fait route vers F.P.1.

## Fiche technique
- Titre : F.P.1 antwortet nicht
- Titre de la version française : IF 1 ne répond plus
- Réalisation : Karl Hartl
- Scénario : Walter Reisch, Curt Siodmak d'après son roman
- Musique : Allan Gray
- Direction artistique : Erich Kettelhut
- Costumes : Otto Suckrow
- Photographie : Günther Rittau, Konstantin Irmen-Tschet, Otto Baecker (de)
- Son : Rudolf Schaad (de)
- Montage : Willy Zeyn
- Production : Erich Pommer
- Sociétés de production : UFA
- Société de distribution : UFA
- Pays de production :  République de Weimar
- Langue : allemand
- Format : Noir et blanc - 1,37:1 - Mono - 35 mm
- Genre : Science-fiction
- Durée : 114 minutes
- Dates de sortie :
  - République de Weimar : 22 décembre 1932.
  - Suède : 8 février 1933.
  - Danemark : 16 mars 1933.
  - Finlande : 19 mars 1933.

## Distribution
- Hans Albers : Ellissen
- Sybille Schmitz : Claire Lennartz
- Paul Hartmann : capitaine-lieutenant Droste
- Peter Lorre : Photo-Jonny
- Hermann Speelmans (en) : Damsky
- Erik Ode : Konrad
- Rudolf Platte : l'opérateur radio du F.P.1
- Werner Schott : Matthias Lennartz
- Gustav Püttjer : l'homme avec une voix de fausset
- Georg John : le machiniste
- Ilse Trautschold : la femme de ménage (non créditée)

## Production
Le film est tourné simultanément en trois versions : allemand, anglais et français. Chacun des trois acteurs principaux, Hans Albers, Conrad Veidt pour la version anglaise et Charles Boyer pour la version française, donnent à Ellissen un caractère différent, qui correspond à la mentalité différente des acteurs. Albers interprète un casse-cou qui sait rester humble, Boyer joue sans faire de bravade, Veidt est un gentleman. Du fait de ces différentes interprétations, les versions anglaise et française sont 25 minutes plus courtes que l'allemande.
La plate-forme est l'œuvre d'Erich Kettelhut qui a décoré le Greifswalder Oie de tôle ondulée.